# Жетибайський сільський округ
Жетиба́йський сільський округ (каз. Жетібай ауылдық округі, рос. Жетыбайский сельский округ) — адміністративна одиниця у складі Каракіянського району Мангистауської області Казахстану. Адміністративний центр та єдиний населений пункт — село Жетибай.
Населення — 13541 особа (2021; 11326 у 2009, 9153 у 1999, 8988 у 1989).
Станом на 1989 рік існувала Жетибайська селищна рада (смт Жетибай).

## Склад
До складу округу входять такі населені пункти:
| Населений пункт | Колишні назви | Населення, осіб (1989) | Населення, осіб (1999) | Населення, осіб (2009) | Населення, осіб (2021) |
| --------------- | ------------- | ---------------------- | ---------------------- | ---------------------- | ---------------------- |
| Жетибай, село   | -             | 8988                   | 9153                   | 11326                  | 13528                  |
| --Конайкора     | -             | -                      | -                      | -                      | 13                     |